# Жибак Григорій Миколайович
Григорій Миколайович Жибак (нар. 19 вересня 1969, Підгайці Тернопільської області) — український журналіст. Керівник Української Інформаційної Служби (м. Київ). Засновник і видавець підгаєцької газети «Міська БРАМА». Член Національної спілки спортивних журналістів України.

## Життєпис
Народився 19 вересня 1969 року в місті Підгайці Тернопільської області. Закінчив Підгаєцьку середню школу. У 1986—1992 роках навчався у Львівській політехніці.
Кореспондент всеукраїнського часопису «Шлях Перемоги» (Київ-Мюнхен-Лондон-Торонто).